# Kolozsvári céhek

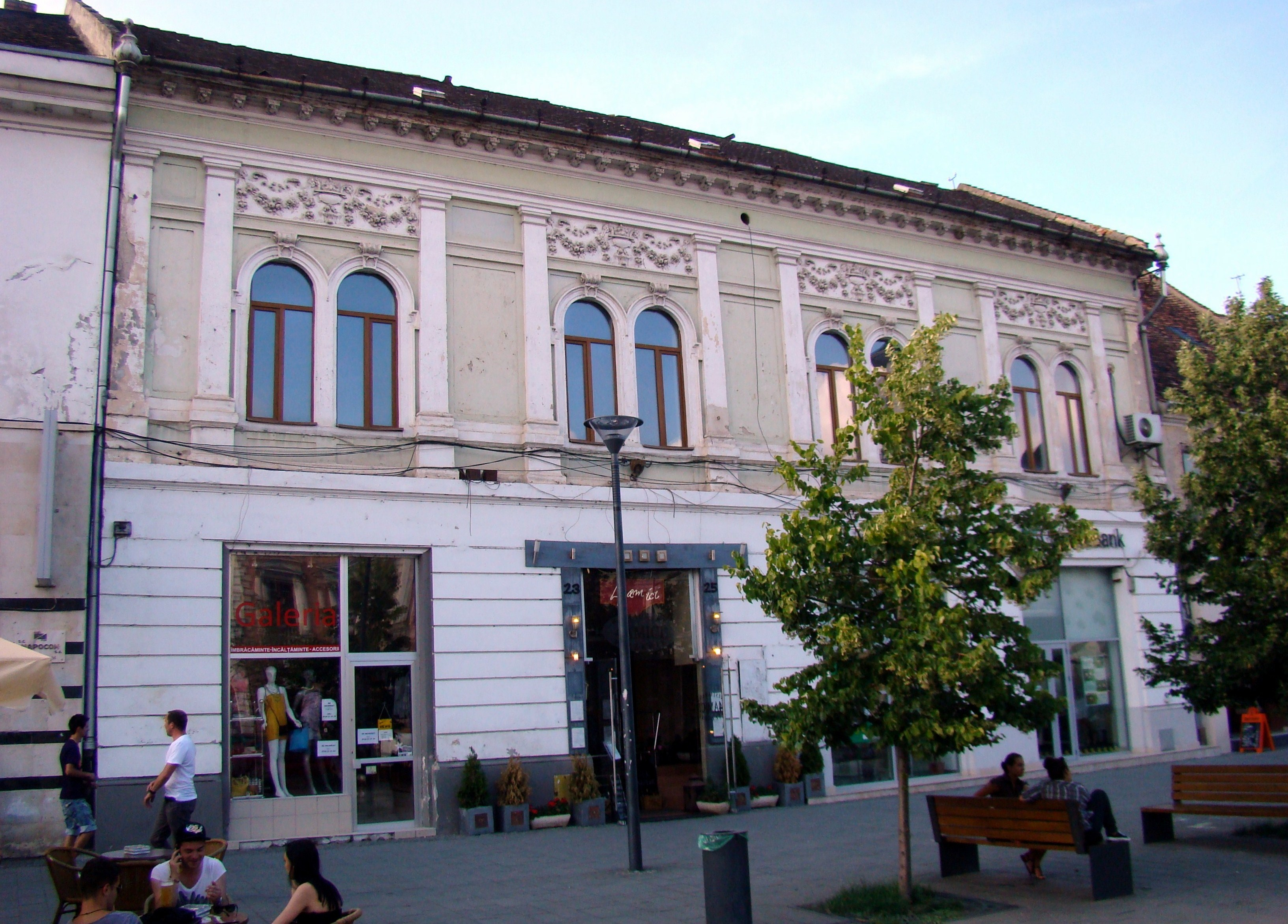
A csizmadiák céhháza,
Deák Ferenc utca 23–25.

A kolozsvári céhek, azaz az iparosok és kereskedők érdekvédelmi testületei már I. Lajos idejében létrejöttek; a városbeli céhekkel kapcsolatos legrégebbi fennmaradt adat 1369-ből származik. Nagy Lajos 1376-ban szabályozta és kötelezővé tette a céhrendszert, és az ő rendeletére készültek el a részletes céhszabályok. A céhek monopóliummal rendelkeztek a város területén az adott iparágban, szabályozták a termelést, a kereskedelmet, de az életmódot is. A kiváltságok fejében fontos szerepük volt a város védelmében: a kapukat és bástyákat a céhek védelmezték, és vállalták egy-egy oltár fenntartását és díszítését is. Szociális feladatokat is elláttak: gondozták és anyagilag támogatták az elöregedett vagy beteg céhtagokat, és szerepet vállaltak a halottak eltemetésében. A 16. században született erdélyi céhszövetségek (céhuniók) némelyikéhez a kolozsvári céhek is csatlakoztak.

## A céhek helyzete a városban
Az 1453-as összeírás szerint a mintegy 5400 lakossal rendelkező város lakóinak 30%-a kézműves volt, akik több mint harmincféle mesterséget űztek. A 16. századra Kolozsvár az Erdélyi Fejedelemség egyik legfontosabb iparosközpontja lett, és harminc céh működött benne. A céhek tagjai a város vezetésében is fontos szerepet játszottak: a százférfiak között 50 patríciusnak és 50 céhtagnak kellett lennie, akik maguk közül választották a tizenkét szenátort. A szenátorok között legalább egy szűcsnek, egy szabónak, egy ötvösnek és egy nyergesnek kellett lennie. A város főbíróit gyakran választották a céhmesterek közül. Az 1770-s céhösszeírás szerint a városban 637 mesterember tevékenykedett, ebből 158 csizmadia, 56 mészáros, 42-42 tímár, szűcs, illetve szabó, 29 ötvös, 26 gombkötő, 22 ács és 20 asztalos. A 19. században a céhek fokozatosan vesztettek jelentőségükből, de 1845-ben még mindig 26 céh működött Kolozsváron 735 taggal. A 19. században kialakuló első manufaktúrák tulajdonosai között volt céhmesterek is szerepeltek.
A céhszabályokat kezdetben a céh kérésére a városi tanács bocsátotta ki és erősítette meg, a 16. századtól kezdve a fejedelemtől kértek megerősítést, a 18. századtól pedig a dokumentumokat a gubernium adta ki. Az 1666. évi fogarasi országgyűlés határozatot hozott Kolozsvár végvári jogállásáról, és kiadta a város szervezeti szabályzatát, ebben a céhekre vonatkozóan megerősítették a fennálló kiváltságokat és kötelezettségeket. 1775-ben azonban az ácsmesterek nem teljesítették a vállalt kötelezettségeiket, ezért a százférfiak megfosztották őket a kiváltságaiktól. Egyes esetekben a fejedelem kikérte a céhek véleményét gazdasági jellegű döntések meghozatala előtt.
A későbbi korokban a céhek iratai a helytörténet fontos forrásaivá váltak. Kolozsvár címerének első ismert előfordulása például a szűcsök céhládájában talált, 1369-es okiraton szerepel. A dokumentumok nyelve és a bennük szereplő nevek helyesírása utalnak a város iparosainak magyarosodására. A 18. században a létező magyar céhek mellett német céhek is alakultak.

## Iparvédelem
A bíró és esküdtek által a mesteremberek kérésére kiadott céhszabályok általában tiltották a céhen kívüli mesteremberek tevékenykedését vagy legalábbis korlátozták. Azt is tiltották, hogy a céh tagja megengedje idegeneknek, hogy a műhelyében dolgozzanak. Egyes esetekben ideiglenesen kivételt tettek ez alól: például az 1655. évi nagy tűzvész után idegeneknek is megengedték, hogy a helyreállításon dolgozzanak. A 19. századra azonban már számos céhen kívüli, „kontár”-nak nevezett mesterember dolgozott a városban; a Farkas utcai színház építőmestere, Alföldi Antal, szintén céhen kívüli volt.
Kezdetben viták forrása volt, hogy a rokon szakmák tevékenységeinek elhatárolása nem történt meg (ilyen volt például a cserző vargák és tímárok viszálya 1512-ben). A késcsinálók 1631-ben átírt céhszabályzatában azonban már szerepel, hogy „kés, borotva és fogó élesítéstől és kicsiszolástól minden lakatos, csiszoló és borbély tartózkodjék; a ki titkon vagy nyilván ilyeneket készít vagy művel, a bíró és tanács vétesse el,
valamint a, kik a lakatosok, csiszolók és borbélyok mesterségébe avatkoznak, azok is így büntettessenek.” A céhek közötti vitás ügyekben a városi tanács döntött, de arra is volt példa, hogy a céh öreg és ifjú mesterei közötti vitát a városi tanácsnak kellett eligazítania, vagy a céhtisztségek betöltésének rendjével kapcsolatos panaszokat a gubernium bírálta el.
Szigorúan büntették a nem megfelelő minőségű termék gyártását vagy a vevő megkárosítását. Ritkábban a céh közösen szerezte be az alapanyagokat.

## Szervezet
A céhbe lépés feltétele volt a polgárjog, a törvényes születés, tisztességes életmód, nős állapot és a mesterségbeli tudás. Az új belépő díjat fizetett a céhnek, és meg kellett vendégelnie a céh tagjait.
A szervezet élén a céhmester állt; ez váltakozva a szászok vagy magyarok közül került ki (például a csizmadiák esetében) vagy pedig mindkét nemzetből volt egy-egy céhmester (ötvöscéh). A céhmesterek képviselték a közösséget külső fórumokon, és felügyelték a céh vagyonának felhasználását, valamint intézkedtek a bírságok kiszabásáról. A reformáció után nem csak nemzet, hanem felekezet szerint is történt a tisztségviselők választása. 1655-ben például a város kötelezettséget vállalt arra, hogy a reformátusok arányát növeli a város vezetésében, ugyanakkor azt is előirányozták, hogy a céhekben a céhmesteri hivatalt egyenlően viseljék a reformátusok és unitáriusok, ellenkező esetben elvesztik kiváltságaikat. Arra is van példa, hogy a többi tisztség betöltésénél is paritásos alapon jártak el: a szabók céhe 1672-ben számvevővé választott két evangélikus szászt és két unitárius magyart, céhapának egy evangélikus szászt, második céhmesternek református magyart, harmadiknak unitárius szászt, negyediknek unitárius magyart; céhlegények atyjának unitáriust, ülnökségre az "ortodoxok" (= reformátusok és evangélikusok) is egyet, az unitáriusok egyet, látómesterségre mindegyikük kettőt-kettőt.
1773-ban a gubernium két osztályba sorolta a céheket, és osztályonként egységes díjakat állapított meg a belépésre, az inasok szegődtetésére, a legények felszabadítására. Az első osztályba tartoztak a takácsok, posztó- és rásacsinálók, kalaposok, harisnyakötők, szűrtakácsok, gombkötők, prémszövők, ötvösök, dróthúzók, gombcsinálók, tű-tok csinálók, órások, késcsináló csiszárok, rézmívesek, bőrgyártók, bőrfestők, kesztyűkészítők, szűcsök és könyvnyomtatók, a másodikba a posztónyírók, ványolók, és többiek

## Városvédelem

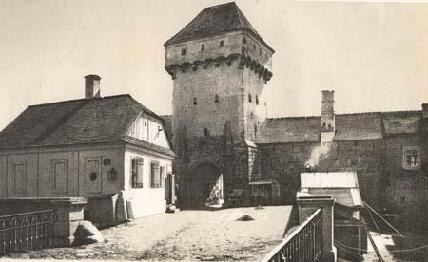
A kolozsvári Hídkapu

A város védelme, a bástyák és falak őrzése a céhek kötelessége volt; a bástyák felszerelését is a céhek végezték. Ha egy céhmester a várost ért támadáskor nem jelent meg saját fegyvereivel a védelemre, akkor megfosztották a céhmesteri tisztségétől. Ez a kötelezettség alig néhány céh (kőfaragók, a szabók, a lakatosok és az ötvösök) szabályzatában jelent meg tételesen, mivel egy Izabella királyné által 1558-ban kiadott kiváltságlevélen alapult, így a városban köztudottnak számított. A költségek egy része a céhet terhelte, de például a puskapor bizonyos hányadát a városi költségvetés állta. A céhek évente felleltározták a bástyában tárolt eszközöket, és felmérték a bástyák állapotát.
Egy 1734-ben készült katonai felmérés szerint a középkapu feletti bástya az első székbeli mészáros céhé, a második, Szamos felé következő a fazekasoké, a harmadik a kádároké; a negyedik a hátulsó székbeli mészárosoké, az ötödik, úgynevezett olasz fokos bástya a szappankészítő, kupás, üstgyártó, nemezgyártó céheké, a hatodik a takácsoké, a hetedik, azaz a Hídkapu feletti a lakatosoké; a nyolcadik, azaz a szögletbástya az ötvösöké, a kilencedik a kovácsoké, a tizedik a Monostorkapu felett a szűcsöké, a tizenegyedik a csizmadiáké, a tizenkettedik a vargáké, a tizenharmadik az asztalosoké, a tizennegyedik a (Torda utcai kisajtó felett) a csiszárok és késcsinálók bástyája, a tizenötödik a szíjgyártóké, a tizenhatodik a kőműveseké, a tizenhetedik a tímároké, a tizennyolcadik pedig a szabóké volt.
A Habsburg-uralom bekövetkeztével a város bástyáit a császári katonaság szállta meg, így a céhek többé nem foglalkoztak a védművek karbantartásával. A gubernium 1734-ben a városi tanácstól azt kérdezte, hogyan lehetne rávenni a céheket az erődítmények kijavítására. A százférfiak válasza szerint „a császári felség hűségére téréstől fogva, a bástyák kulcsai a céhektől elvétettek s azok azóta többé azokba be nem bocsáttattak, elpusztulásuk oka nem a város és céhek, nem is kényszeríthetők megcsinálására.”

## Szociális tevékenység
Betegség, rokkantság vagy elszegényedés esetén a céh jövedelméből segélyezték a céh tagjait, illetve a betegek ellátására az ifjú mesterek közül jelöltek ki valakit vagy a céh költségére fogadtak betegápolót. Arra is volt példa, hogy az egész várost pusztító tűzvész (1655. április 17.) a céh vagyonát felosztották a tagok között.
A céhek tagjai részt vállaltak elhunyt társaik eltemetésében: a mesterektől megkövetelték a temetésen való részvételt, az „ifjúmesterek” feladata volt a sír kiásása és a koporsóvivés. (Kivételt képezett a járványok időszaka, amikor a gubernium egészségügyi bizottsága elrendelte, hogy a temetéseket ne a céhek, hanem külön erre a célra fogadott emberek végezzék.)
A céhmesterek özvegyei általában egy évig folytathatták az elhunyt férj mesterségét, amennyiben nem mentek újra férjhez. A szűcs- és borbélycéhek kedvezményes belépési díjat számítottak fel annak a legénynek, aki özvegy mesternét vett feleségül, a mészárosok pedig megengedték, hogy az özvegy fiaira, vejeire vagy unokáira írassa át a mesterség folytatásának jogát.
A szíjjártó céh 1571-ben kezdett jegyzőkönyvében számos adomány szerepel, részben jótékony célokra, részben egyháziakra, de az újabb korban adakoztak az Erdélyi Nemzeti Múzeum illetve a Széchenyi tér javára is.

## Vallási tevékenység
Már a „piaci nagy templom” építésétől kezdve a céhek vállalták a szentély illetve egy-egy oltár díszítését zászlóval, szőnyegekkel, gyertyákkal. A mészárosok például Szent Mihály-oltárról, a tímárok a Szűz Mária-oltárról, a kovácsok a Szent László-oltárról, a szabók pedig a Mindszentek-oltárról gondoskodtak. A reformáció után a protestáns többségű céhek kihagyták a szabályzatukból az ilyen jellegű kötelezettséget, a katolikus többségű céhek viszont megtartották.

## Céhszabályzatok
Az első céhszabályzatok nem minden esetben maradtak fenn: a szűcsök céhének első említése például 1369. március 24-éről származik, de első ismert szabályzatuk 1479-ben kelt. Ezért a táblázatban az első fennmaradt céhszabály dátumát tüntettük fel. Noha vannak bizonyítékok a kőmívesek, pajzs- és kopjakészítők illetve tölcséresek (üvegesek) céhének létezésére, céhszabályaik nem ismertek.
| Dátum                | Céh                           | Okirat nyelve  | Megjegyzés                                                       |
| -------------------- | ----------------------------- | -------------- | ---------------------------------------------------------------- |
| 1467. július 21.     | kovácsok                      | latin          | 1477. szeptember 9-én kiegészítésekkel újraírva                  |
| 1472. március 17.    | kötélverők                    |                |                                                                  |
| 1473. július 12.     | aranyművesek                  | német          |                                                                  |
| 1475. november 11.   | szabók                        |                | "a rothadás által semmivé lett régi helyett "                    |
| 1479. december 13.   | szűcsök                       | latin          | bővítése német nyelven 1481-ből                                  |
| 1479. december 13.   | takácsok                      | latin          |                                                                  |
| 1486. április 2.     | kötélverők                    | német          |                                                                  |
| 1507. február 23.    | kádárok                       | latin          |                                                                  |
| 1512. május 8.       | fazekasok                     | latin és német |                                                                  |
| 1514. október 16.    | szíjgyártók                   | latin          |                                                                  |
| 1515. december 17.   | kocsigyártók (szekérkészítők) | latin          |                                                                  |
| 1532. december 20.   | esztergályosok                | latin          |                                                                  |
| 1568. szeptember 4.  | borbélyok és sebészek         |                | új                                                               |
| 1625. december 16.   | ácsok                         | magyar         |                                                                  |
| 1631. december 24.   | késcsinálók                   |                | átírt                                                            |
| 1637. december 19.   | szappangyártók                |                |                                                                  |
| 1650.                | csizmadiák                    |                | az engedélyt már 1629-ben megkapták a céhszabályok kialakítására |
| 1701. december 2.    | posztócsinálók                |                | 1697-ben elégett céhszabályai helyett                            |
| 1711. február 20.    | fésűkészítők                  |                |                                                                  |
| 1725. június 18.     | halászok                      |                |                                                                  |
| 1776. december 4.    | nyergesek                     |                |                                                                  |
| 1777. február 20.    | zsemlések                     | magyar         |                                                                  |
| 1809. szeptember 20. | könyvkötők                    |                |                                                                  |